# Gaultheria pumila
Gaultheria pumila är en ljungväxtart som först beskrevs av Carl von Linné d.y., och fick sitt nu gällande namn av D.J. Middleton. Gaultheria pumila ingår i släktet Gaultheria och familjen ljungväxter.

## Underarter
Arten delas in i följande underarter:
- G. p. crassifolia
- G. p. leucocarpa

## Bildgalleri

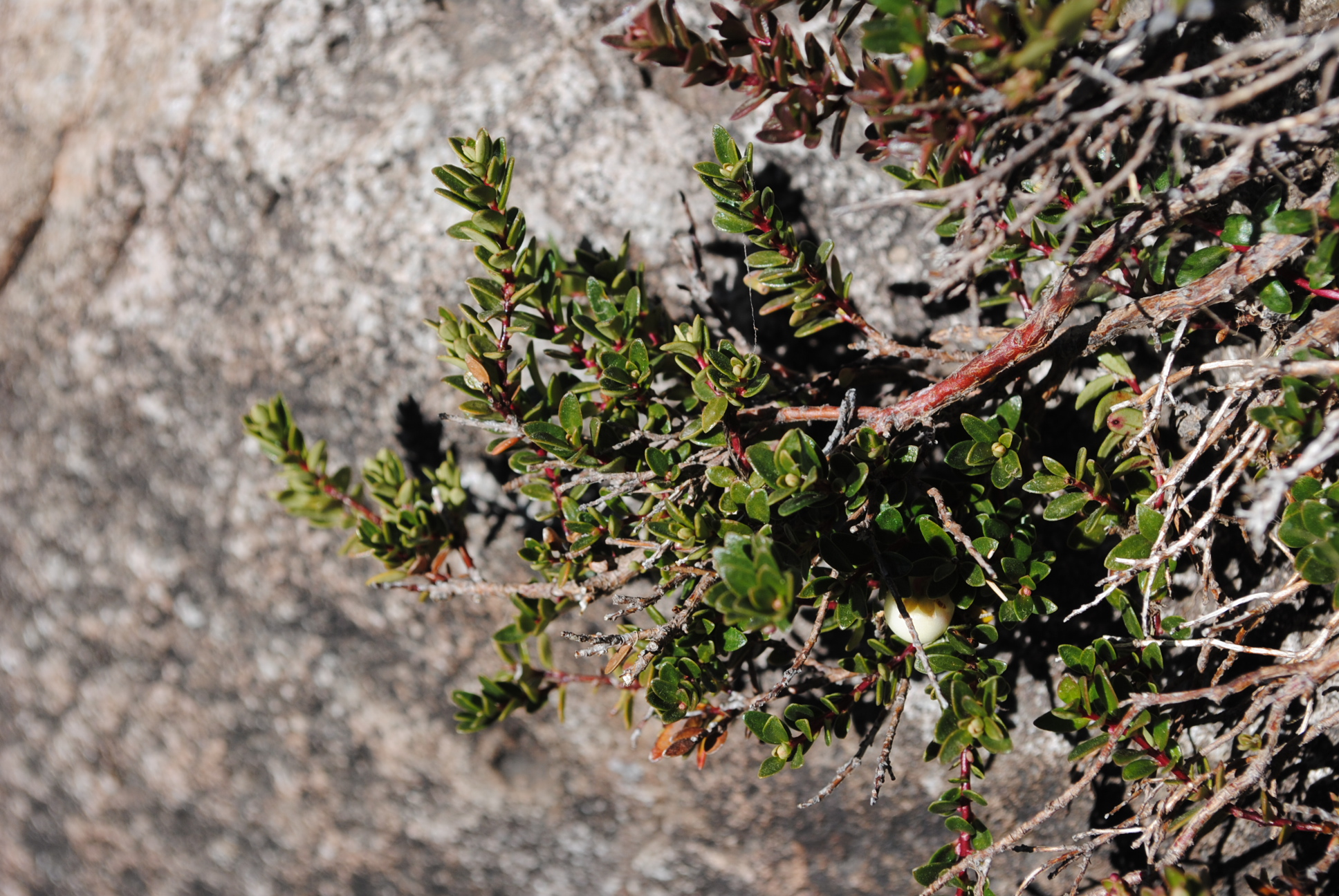